# Riccardo Gazzaniga
Riccardo Gazzaniga (Genova, 6 agosto 1976) è uno scrittore e poliziotto italiano.

## Biografia
Dopo aver frequentato il Liceo classico Giuseppe Mazzini di Genova, si arruola nella Polizia di Stato, dove attualmente ricopre la qualifica di ispettore.
In parallelo al lavoro di polizia si dedica alla scrittura di racconti vincendo numerosi premi letterari; nel 2012 vince la XXV edizione del Premio Italo Calvino con il romanzo A viso coperto, pubblicato nel 2013 da Einaudi nella collana Stile Libero, che racconta in forma di romanzo l'odio e gli scontri tra ultras e poliziotti del Reparto Mobile di Genova. Il libro si aggiudica inoltre il XXVII Premio letterario Massarosa per la migliore opera prima e il Premio letterario internazionale Il Molinello 2015 per la narrativa edita.
Nel 2016 esce il secondo romanzo, Non devi dirlo a nessuno, thriller di ispirazione kinghiana, sempre per Stile Libero (Einaudi).
Nel 2018 passa a Rizzoli con cui pubblica Abbiamo toccato le stelle, raccolta di biografie di sportivi che, in qualche modo, hanno cambiato il mondo. Il libro vince la XLVI edizione del Premio Bruno Roghi e la VI edizione del Premio "Memo Geremia", entrambi come miglior opera sportiva per ragazzi. Nel 2021 si aggiudica anche la XXII edizione del premio "Terre del Magnifico". Il libro viene tradotto nel 2021 in lingua basca.
Dopo la tragedia del crollo del ponte Morandi a Genova, partecipa, insieme ad altri autori, all'antologia benefica collettiva Il ponte: un'antologia, edita da Il Canneto, con il testo inedito "Il racconto che non ho" scritto insieme a Daniela Quartu.
Nel 2019 esce il suo terzo romanzo Colpo su colpo, edito da Rizzoli. La storia, ambientata nella Genova post crollo del Ponte Morandi, ha per protagonista un'adolescente che pratica la savate e deve confrontarsi con i dissidi familiari e il violento bullismo scolastico dovuti alla sua omosessualità. Nel 2020 continua il percorso per ragazzi iniziato con Abbiamo toccato le stelle pubblicando Come fiori che rompono l'asfalto - Venti storie di coraggio, raccolta dedicata a uomini e donne che, nel mondo, si sono opposti a regimi dittatoriali, discriminazioni, ingiustizie, pagando spesso con il prezzo della vita.
Nel 2021 Rizzoli, acquisiti i diritti del libro da tempo fuori catalogo, ripubblica anche il secondo romanzo di Gazzaniga Non devi dirlo a nessuno con una postfazione inedita.
Nel 2022 esce il quarto romanzo, intitolato "In forma di essere umano" per la collana Nero Rizzoli; il libro racconta l'operazione di cattura del latitante nazista Adolf Eichmann a opera del Mossad dal punto di vista di Eichmann stesso e dell'agente israeliano Zvi Aharoni che lo pedinò, arrestò e interrogò in Argentina. Al festival del cinema di Venezia 2023 il libro è annunciato tra i 5 finalisti al premio nazionale Segafredo Zanetti "Un libro, un film" dove successivamente vince il Premio della Giuria Popolare. 
Nel 2023 Gazzaniga pubblica il suo terzo libro per ragazzi: "Quello che non dicono - Storie di animali che ci insegnano a essere umani" (Rizzoli); il libro contiene, fra le altre, le storie dello scimpanzé David Greybeard e della scienziata Jane Goodall, del leone Christian, della delfina Winter, del cane da slitta Togo.
Per il portale Storie Libere scrive e narra due podcast audio: "A pugni chiusi", sulle Olimpiadi di Città del Messico 1968, e "1989 - The wind of change" sul crollo del Muro di Berlino e dei regimi filocomunisti intrecciato anche alle vicende di alcune grandi band di hair metal dell'epoca. 
Nel 2023 il portale Rai Play Sound pubblica il suo nuovo podcast "Ratline - La Fuga dei nazisti" sulla fuga in Sudamerica dei latitanti nazisti Mengele, Barbie, Priebke e Eichmann, già al centro del suo romanzo In forma di essere umano.
Appassionato di musica AOR (Album oriented rock), Gazzaniga nel 2012 ha collaborato ai testi dell'omonimo album della rock band Lionville con la canzone Dreamhunter.

## Opere
- 13. Racconti dark, Lampi di stampa, 2006. ISBN 88-488-0501-9 (fuori catalogo)
- A viso coperto, Stile Libero (Einaudi), 2013. ISBN 978-88-06-21473-9
- Non devi dirlo a nessuno, Stile Libero (Einaudi), 2016. ISBN 978-88-06-22821-7
- Abbiamo toccato le stelle, (Rizzoli, collana ragazzi), 2018. ISBN 978-8-8586-9414-5
- Colpo su colpo (Rizzoli), 2019. ISBN 978-88-17-13985-4
- Come fiori che rompono l'asfalto (Rizzoli, collana ragazzi), 2020. ISBN 978-8817148139.
- In forma di essere umano (Rizzoli, collana Nerorizzoli), 2022. ISBN 978-8817161701
- Quello che non dicono - Storie di animali che ci insegnano a essere umani (Rizzoli, collana ragazzi), 2023. ISBN 978-8817174299

## Racconti in antologie
- La cella, incluso nell'antologia Undici per la Liguria, Giulio Einaudi Editore (L'arcipelago), 2015. ISBN 978-88-584-1801-7
- Il racconto che non ho (scritto insieme a Daniela Quartu), incluso nell'antologia Il ponte, Il Canneto, 2018. ISBN 978-88-99567-55-2

## Podcast audio
- A pugni chiusi (Storielibere.fm, 2018)
- 1989 - Wind of changeStorielibere.fm, 2019)
- Ratline - La fuga dei nazisti (RaiPlay Sound, 2023)

## Riconoscimenti letterari
2023
- Premio della Giuria Popolare nell'ambito del premio Segafredo Zanetti "Un libro un film" per il romanzo "In forma di essere umano" (vincitore)

2021
- XXII Premio Letterario "Terre del Magnifico" per "Abbiamo toccato le stelle" (vincitore)

2019
- VI Premio "Memo Geremia" per il miglior libro sportivo per ragazzi per "Abbiamo toccato le stelle" (vincitore)
- XLVI Premio "Bruno Roghi" per il miglior libro sportivo per ragazzi per "Abbiamo toccato le stelle" (vincitore)

2015
- Premio letterario Il Molinello con il romanzo A viso coperto (vincitore)

2013
- Premio letterario Massarosa per la miglior opera prima con il romanzo A viso coperto (vincitore)

2012
- Premio Italo Calvino per il miglior testo inedito con il romanzo A viso coperto (vincitore)

2011
- Premio Circo Massimo con il racconto Come gocce nel mare (vincitore)
- Premio Il Prione con il racconto Il gregario (vincitore)
- VIII Premio Letterario Nazionale di Arti Letterarie con il racconto Il gregario (vincitore)

2010
- Premio Speciale Mario Casacci nell'ambito del Premio Orme Gialle con il racconto Disamistade (vincitore)
- Premio Carlo Levi con il racconto Il messaggero (vincitore)

2009
- VI Premio Letterario Nazionale di Arti Letterarie con il racconto La cella (vincitore)

2008
- I Premio Il poeta e il narratore con il racconto La cella (vincitore)
- XI Premio di Narrativa Poliziesca Orme Gialle con il racconto Veleno (vincitore)